# German Open 2002 (Badminton)
Die German Open 2002 im Badminton fanden im November 2002 in Duisburg statt. Die Finalspiele wurden am 10. November 2002 ausgetragen. Das Preisgeld betrug 50.000 USD.

## Austragungsort
- Rhein-Ruhr-Halle

## Sieger und Platzierte
| Disziplin    | Gold                        | Silber                        | Bronze                         |
| ------------ | --------------------------- | ----------------------------- | ------------------------------ |
| Herreneinzel | Niels Christian Kaldau      | Björn Joppien                 | Anders Boesen                  |
| Herreneinzel | Niels Christian Kaldau      | Björn Joppien                 | Jürgen Koch                    |
| Dameneinzel  | Pi Hongyan                  | Yao Jie                       | Judith Meulendijks             |
| Dameneinzel  | Pi Hongyan                  | Yao Jie                       | Julia Mann                     |
| Herrendoppel | Lars Paaske Jonas Rasmussen | Michael Søgaard Jim Laugesen  | Stanislav Pukhov Nikolai Sujew |
| Herrendoppel | Lars Paaske Jonas Rasmussen | Michael Søgaard Jim Laugesen  | Michał Łogosz Robert Mateusiak |
| Damendoppel  | Mia Audina Lotte Jonathans  | Rikke Olsen Ann-Lou Jørgensen | Natalie Munt Joanne Wright     |
| Damendoppel  | Mia Audina Lotte Jonathans  | Rikke Olsen Ann-Lou Jørgensen | Lene Mørk Majken Vange         |
| Mixed        | Jonas Rasmussen Rikke Olsen | Anggun Nugroho Eny Widiowati  | Chris Bruil Lotte Jonathans    |
| Mixed        | Jonas Rasmussen Rikke Olsen | Anggun Nugroho Eny Widiowati  | Robert Blair Natalie Munt      |

## Finalergebnisse
| Disziplin    | Sieger                      | Finalist                      | Ergebnis          |
| ------------ | --------------------------- | ----------------------------- | ----------------- |
| Herreneinzel | Niels Christian Kaldau      | Björn Joppien                 | 15–6, 15–11       |
| Dameneinzel  | Pi Hongyan                  | Yao Jie                       | 4–11, 11–9, 11–7  |
| Herrendoppel | Lars Paaske Jonas Rasmussen | Michael Søgaard Jim Laugesen  | 10–15, 15–9, 15–6 |
| Damendoppel  | Mia Audina Lotte Jonathans  | Rikke Olsen Ann-Lou Jørgensen | 11–2, 11–2        |
| Mixed        | Jonas Rasmussen Rikke Olsen | Anggun Nugroho Eny Widiowati  | 11–0, 11–6        |

## Herreneinzel Qualifikation
- Simon Maunoury –  Hans Willems: 17-16 / 6-15 / 15-10
- Xie Yangchun –  Christos Coucas: 15-0 / 15-1
- Søren Boas Olsen –  Gijs van Heijster: 15-4 / 15-7
- Dharma Gunawi –  Thomas Iversen: 15-5 / 15-1
- Maurice Niesner –  Julien Tchoryk: 14-17 / 15-4 / 15-0
- Li Nan –  Robert Georg: 15-3 / 15-4
- Marc Zwiebler –  Ewoud Tan: 15-7 / 15-2
- Sebastian Schöttler –  Irfan Razi: 10-15 / 15-11 / 15-2
- Chen Wei –  Philippe Laporte: 15-0 / 15-2
- Steven Verbruggen –  Christos Poulios: 15-2 / 15-0
- Christian Møller Madsen –  Christoph Clarenbach: 15-6 / 15-6
- Simon Maunoury –  Christian Böhmer: 17-14 / 17-14
- Xie Yangchun –  Søren Boas Olsen: 15-2 / 15-4
- Dharma Gunawi –  Anders Christiansen: 15-11 / 15-6
- Maurice Niesner –  Li Nan: 15-5 / 4-15 / 15-9
- Marc Zwiebler –  Sebastian Schöttler: 15-9 / 15-9
- Chen Wei –  Justus Schmitz: 15-0 / 15-0
- Matthias Kuchenbecker –  Sven Eric Kastens: 15-10 / 15-4
- Christian Møller Madsen –  Steven Verbruggen: 15-5 / 15-10

## Herreneinzel
- Roman Spitko –  Matthias Becker: 15-6 / 15-9
- Oliver Pongratz –  Jacek Niedźwiedzki: 15-7 / 15-7
- Stanislav Pukhov  –  Eric Pang: 15-9 / 15-8
- Jürgen Koch –  Frédéric Mawet: 15-8 / 15-7
- Kenneth Jonassen –  Matthias Kuchenbecker: 15-1 / 15-1
- Nabil Lasmari –  Martin Hagberg: 15-13 / 15-3
- Joachim Fischer Nielsen –  Bobby Milroy: 15-1 / 8-15 / 15-10
- Yong Yudianto –  Simon Maunoury: 15-6 / 15-9
- Björn Joppien –  Nicholas Kidd: 15-2 / 15-9
- Kasper Fangel –  Maurice Niesner: 15-5 / 15-5
- Dicky Palyama –  Michael Christensen: 15-7 / 15-8
- Henrik Pærremand –  Christian Møller Madsen: 15-6 / 15-5
- Colin Haughton –  Andrej Pohar: 15-9 / 15-3
- Kasper Ødum –  Rasmus Wengberg: 15-11 / 15-4
- Dharma Gunawi –  Robert Kwee: 15-4 / 15-7
- David Jaco –  Paulo von Scala: 15-7 / 15-5
- Per-Henrik Croona –  Michael Fuchs: 15-4 / 15-3
- Nikhil Kanetkar –  Vladislav Druzchenko: 8-15 / 15-10 / 15-9
- Joachim Persson –  Roman Zirnwald: 15-9 / 8-15 / 15-7
- Przemysław Wacha –  Tim Dettmann: 15-10 / 15-2
- Gerben Bruijstens –  Steffen Hornig: 15-9 / 15-8
- Jens Roch –  Marc Zwiebler: 11-15 / 15-13 / 15-6
- Anders Boesen –  Aleš Murn: 15-2 / 15-3
- Chen Wei –  Jean-Michel Lefort: 13-15 / 15-12 / 15-6
- Mark Burgess –  Lukáš Klačanský: 15-5 / 15-3
- Martin Delfs –  Mike Joppien: 15-6 / 15-9
- Andrew Smith –  Arnd Vetters: 15-7 / 15-5
- Niels Christian Kaldau –  Ian Maywald: 15-5 / 15-13
- Conrad Hückstädt –  Ruud Kuijten: 15-2 / 15-2
- Xie Yangchun –  Stephan Wojcikiewicz: 13-15 / 15-4 / 15-10
- Roman Spitko –  Oliver Pongratz: 15-11 / 15-9
- Jürgen Koch –  Stanislav Pukhov: 15-11 / 15-4
- Kenneth Jonassen –  Nabil Lasmari: 15-1 / 15-3
- Joachim Fischer Nielsen –  Yong Yudianto: 15-11 / 15-6
- Björn Joppien –  Kasper Fangel: 15-7 / 9-15 / 15-8
- Henrik Pærremand –  Dicky Palyama: 15. Feb
- Kasper Ødum –  Colin Haughton: 15-12 / 15-9
- Dharma Gunawi –  David Jaco: 15-8 / 15-6
- Per-Henrik Croona –  Nikhil Kanetkar: 8-15 / 15-1 / 15-3
- Przemysław Wacha –  Joachim Persson: 9-15 / 17-16 / 15-12
- Gerben Bruijstens –  Jens Roch: 15-7 / 15-6
- Anders Boesen –  Jan Fröhlich: 15-3 / 15-4
- Chen Wei –  Mark Burgess: 15-9 / 14-15 / 15-9
- Martin Delfs –  Andrew Smith: 17-15 / 15-6
- Niels Christian Kaldau –  Conrad Hückstädt: 15-4 / 15-4
- Xie Yangchun –  Miha Šepec jr.: 15-5 / 15-3
- Jürgen Koch –  Roman Spitko: 15-12 / 15-3
- Kenneth Jonassen –  Joachim Fischer Nielsen: 15-7 / 15-8
- Björn Joppien –  Henrik Pærremand: 15-6 / 15-4
- Kasper Ødum –  Dharma Gunawi: 6-15 / 15-3 / 5-0
- Przemysław Wacha –  Per-Henrik Croona: 15-8 / 17-14
- Anders Boesen –  Gerben Bruijstens: 15-5 / 15-4
- Martin Delfs –  Chen Wei: 15-13 / 15-3
- Niels Christian Kaldau –  Xie Yangchun: 15-12 / 5-15 / 15-5
- Jürgen Koch –  Kenneth Jonassen: 15-11 / 15-12
- Björn Joppien –  Kasper Ødum: 15-10 / 15-6
- Anders Boesen –  Przemysław Wacha: 17-14 / 15-3
- Niels Christian Kaldau –  Martin Delfs: 15-11 / 15-9
- Björn Joppien –  Jürgen Koch: 15-4 / 15-4
- Niels Christian Kaldau –  Anders Boesen: 15-11 / 15-6
- Niels Christian Kaldau –  Björn Joppien: 15-6 / 15-11

## Dameneinzel Qualifikation
- Elena Shimko –  Jasmin Pang: 11-4 / 11-3
- Anne Marie Pedersen –  Sofie Robbrecht: 11-3 / 11-4
- Pi Hongyan –  Maria Kazakova: 11-2 / 11-5
- Stefanie Müller –  Kathrin Hoffmann: 11-2 / 11-4
- Claudia Vogelgsang –  Larisa Griga: 11-9 / 11-5
- Carola Bott –  Amélie Decelle: 11-7 / 11-2
- Elke Biesbrouck –  Monja Bölter: 11-5 / 3-11 / 13-11
- Dian Novita Sari –  Ekaterina Ananina: 8-11 / 11-4 / 11-2
- Elena Shimko –  Anne Marie Pedersen: 11-8 / 11-3
- Pi Hongyan –  Stefanie Müller: 11-2 / 11-1
- Carola Bott –  Claudia Vogelgsang: 4-11 / 11-5 / 13-12
- Dian Novita Sari –  Elke Biesbrouck: 11-0 / 11-6

## Dameneinzel
- Julia Mann –  Elin Bergblom: 11-6 / 11-6
- Tine Høy –  Elena Shimko: 11-9 / 11-2
- Sara Persson –  Nathalie Descamps: 11-1 / 11-1
- Simone Prutsch –  Tatiana Vattier: 11-9 / 11-2
- Anu Nieminen –  Brenda Beenhakker: 4-11 / 11-6 / 11-0
- Zeng Yaqiong –  Carola Bott: 11-13 / 11-2 / 11-1
- Yao Jie –  Rebecca Pantaney: 11-6 / 11-2
- Nicole Grether –  Charmaine Reid: 11-2 / 11-5
- Judith Meulendijks –  Verena Fastenbauer: 11-3 / 11-0
- Marina Andrievskaia –  Karina de Wit: 11-9 / 11-5
- Jill Pittard –  Elodie Eymard: 11-8 / 8-11 / 11-7
- Dian Novita Sari –  Tracey Hallam: 11-7 / 3-11 / 11-5
- Christina Sørensen –  Atu Rosalina: 13-12 / 2-11 / 11-8
- Juliane Schenk –  Elena Sukhareva: 5-11 / 11-6 / 11-0
- Pi Hongyan –  Katja Michalowsky: 11-9 / 11-0
- Xu Huaiwen –  Petra Overzier: 11-5 / 11-2
- Julia Mann –  Tine Høy: 11-1 / 8-11 / 11-4
- Sara Persson –  Simone Prutsch: 11-3 / 11-1
- Anu Nieminen –  Zeng Yaqiong: 11-5 / 13-12
- Yao Jie –  Nicole Grether: 11-5 / 11-5
- Judith Meulendijks –  Marina Andrievskaia: 13-11 / 11-2
- Dian Novita Sari –  Jill Pittard: 11-6 / 11-1
- Christina Sørensen –  Juliane Schenk: 11-6 / 4-11 / 11-9
- Pi Hongyan –  Xu Huaiwen: 11-2 / 6-11 / 11-3
- Julia Mann –  Sara Persson: 9-11 / 11-9 / 11-9
- Yao Jie –  Anu Nieminen: 13-12 / 11-7
- Judith Meulendijks –  Dian Novita Sari: 11-6 / 11-3
- Pi Hongyan –  Christina Sørensen: 11-1 / 11-0
- Yao Jie –  Julia Mann: 11-1 / 11-0
- Pi Hongyan –  Judith Meulendijks: 11-8 / 11-7
- Pi Hongyan –  Yao Jie: 4-11 / 11-9 / 11-7

## Herrendoppel Qualifikation
- Michael Cassel /  Sebastian Kreibich –  Christos Coucas /  Christos Poulios: 15-2 / 15-2
- Andreas Hansen /  Anders Kristiansen –  Nico Claes /  Philippe Laporte: 15-3 / 15-4
- Ian Maywald /  Marc Zwiebler –  Joéli Residay /  Gijs van Heijster: 15-4 / 15-12
- Chen Wei /  Li Nan –  Pascal Histel /  Ronald Huber: 17-14 / 15-11
- Søren Boas Olsen /  Karsten Mathiesen –  Christoph Clarenbach /  Matthias Kuchenbecker: 15-7 / 15-9
- Dharma Gunawi /  Thorsten Hukriede –  Donovan Cuntapay /  Youri Lapre: 15-6 / 11-15 / 15-8
- Sven Eric Kastens /  Sebastian Schöttler –  Simon Maunoury /  Julien Tchoryk: 15-12 / 15-11
- Thomas Iversen /  Christian Møller Madsen –  Markus Ebert /  Robert Georg: 15-12 / 15-7
- Andreas Hansen /  Anders Kristiansen –  Michael Cassel /  Sebastian Kreibich: 15-4 / 15-3
- Ian Maywald /  Marc Zwiebler –  Chen Wei /  Li Nan: 15-4 / 15-2
- Søren Boas Olsen /  Karsten Mathiesen –  Dharma Gunawi /  Thorsten Hukriede: 15-7 / 15-10
- Thomas Iversen /  Christian Møller Madsen –  Sven Eric Kastens /  Sebastian Schöttler: 15-11 / 15-13

## Herrendoppel
- Lars Paaske /  Jonas Rasmussen –  Tim Dettmann /  Michael Fuchs: 15-2 / 15-5
- Arnd Vetters /  Franklin Wahab –  Thomas Iversen /  Christian Møller Madsen: 15-9 / 15-8
- Jesper Christensen /  Jesper Larsen –  Graham Hurrell /  Ian Sullivan: 17-14 / 15-12
- Manuel Dubrulle /  Mihail Popov –  Ian Maywald /  Marc Zwiebler: 13-15 / 15-7 / 17-15
- Kristof Hopp /  Thomas Tesche –  Jordy Halapiry /  Dennis Lens: 15-7 / 11-15 / 15-10
- Stanislav Pukhov  /  Nikolai Sujew –  Peter Jeffrey /  Julian Robertson: 12-15 / 15-9 / 15-10
- Thomas Laybourn /  Peter Steffensen –  Andreas Hansen /  Anders Kristiansen: 15-5 / 15-5
- Henrik Andersson /  Fredrik Bergström –  Frédéric Mawet /  Wouter Claes: 15-12 / 15-5
- Jim Laugesen /  Michael Søgaard –  Matthias Becker /  Steffen Hornig: 15-4 / 15-0
- Mathias Boe /  Michael Lamp –  Ingo Kindervater /  Björn Siegemund: 15-10 / 8-15 / 15-7
- Søren Boas Olsen /  Karsten Mathiesen –  Tijs Creemers /  Jürgen Wouters: 15-10 / 15-7
- Alvent Yulianto /  Hendra Gunawan –  Vincent Laigle /  Svetoslav Stoyanov: 6-15 / 15-10 / 15-12
- James Anderson /  Eric Pang –  Aleš Murn /  Andrej Pohar: 15-7 / 15-0
- Robert Blair /  Ian Palethorpe –  Jochen Cassel /  Joachim Tesche: 15-12 / 15-8
- Stephen Foster /  Paul Trueman –  Harald Koch /  Jürgen Koch: 15-3 / 15-9
- Michał Łogosz /  Robert Mateusiak –  Tommy Sørensen /  Jesper Thomsen: 15-13 / 15-5
- Lars Paaske /  Jonas Rasmussen –  Arnd Vetters /  Franklin Wahab: 15-2 / 15-2
- Jesper Christensen /  Jesper Larsen –  Manuel Dubrulle /  Mihail Popov: 5-15 / 17-16 / 15-0
- Stanislav Pukhov  /  Nikolai Sujew –  Kristof Hopp /  Thomas Tesche: 15-12 / 15-12
- Thomas Laybourn /  Peter Steffensen –  Henrik Andersson /  Fredrik Bergström: 17-14 / 10-15 / 15-10
- Jim Laugesen /  Michael Søgaard –  Mathias Boe /  Michael Lamp: 15-6 / 15-5
- Alvent Yulianto /  Hendra Gunawan –  Søren Boas Olsen /  Karsten Mathiesen: 15-6 / 15-4
- Robert Blair /  Ian Palethorpe –  James Anderson /  Eric Pang: 10-15 / 15-6 / 15-12
- Michał Łogosz /  Robert Mateusiak –  Stephen Foster /  Paul Trueman: 15-6 / 15-11
- Lars Paaske /  Jonas Rasmussen –  Jesper Christensen /  Jesper Larsen: 15-10 / 15-10
- Stanislav Pukhov  /  Nikolai Sujew –  Thomas Laybourn /  Peter Steffensen: 15-11 / 12-15 / 15-7
- Jim Laugesen /  Michael Søgaard –  Alvent Yulianto /  Hendra Gunawan: 15-1 / 15-5
- Michał Łogosz /  Robert Mateusiak –  Robert Blair /  Ian Palethorpe: 15-5 / 15-7
- Lars Paaske /  Jonas Rasmussen –  Stanislav Pukhov  /  Nikolai Sujew: 15-1 / 15-2
- Jim Laugesen /  Michael Søgaard –  Michał Łogosz /  Robert Mateusiak: 15-12 / 15-3
- Lars Paaske /  Jonas Rasmussen –  Jim Laugesen /  Michael Søgaard: 10-15 / 15-9 / 15-6

## Damendoppel Qualifikation
- Jennifer Greune /  Claudia Harwardt –  Simone Fulle /  Claudia Ritter: 11-4 / 6-11 / 11-3

## Damendoppel
- Pernille Harder /  Mette Schjoldager –  Monja Bölter /  Jessica Willems: 11-2 / 11-2
- Carola Bott /  Kathrin Hoffmann –  Jennifer Greune /  Claudia Harwardt: 11-2 / 11-5
- Mia Audina /  Lotte Jonathans –  Gail Emms /  Ella Tripp: 11-5 / 11-3
- Verena Fastenbauer /  Simone Prutsch –  Elke Biesbrouck /  Karin Schnaase: 11-6 / 7-11 / 11-4
- Ekaterina Ananina /  Anu Nieminen –  Claudia Vogelgsang /  Xu Huaiwen: 11-4 / 5-11 / 11-8
- Stefanie Müller /  Michaela Peiffer –  Astrid Hoffmann /  Gitte Köhler: 11-5 / 11-6
- Joanne Nicholas /  Natalie Munt –  Agnieszka Czerwinska /  Sofie Robbrecht: 11-3 / 11-1
- Carina Mette /  Kathrin Piotrowski –  Katrin Lepczyk /  Melanie Schell: 11-3 / 11-1
- Ann-Lou Jørgensen /  Rikke Olsen –  Eva Krab /  Maartje Verheul: 11-3 / 11-4
- Elena Shimko /  Marina Yakusheva –  Silke Hirtsiefer /  Diane Lakermann: 11-0 / 11-0
- Liza Parker /  Tatiana Vattier –  Nathalie Descamps /  Corina Herrle: 11-7 / 11-1
- Lene Mørk /  Majken Vange –  Nicole Grether /  Juliane Schenk: 11-8 / 11-2
- Caren Hückstädt /  Sandra Marinello –  Amélie Decelle /  Elodie Eymard: 11-6 / 11-6
- Helen Nichol /  Charmaine Reid –  Johanna Persson /  Elin Bergblom: 13-10 / 11-8
- Pernille Harder /  Mette Schjoldager –  Carola Bott /  Kathrin Hoffmann: 11-1 / 11-3
- Mia Audina /  Lotte Jonathans –  Verena Fastenbauer /  Simone Prutsch: 11-1 / 11-0
- Stefanie Müller /  Michaela Peiffer –  Ekaterina Ananina /  Anu Nieminen: 11-3 / 8-11 / 11-5
- Joanne Nicholas /  Natalie Munt –  Carina Mette /  Kathrin Piotrowski: 8-11 / 11-3 / 11-1
- Ann-Lou Jørgensen /  Rikke Olsen –  Tracey Hallam /  Rebecca Pantaney: 11-7 / 11-1
- Elena Shimko /  Marina Yakusheva –  Liza Parker /  Tatiana Vattier: 13-11 / 11-2
- Lene Mørk /  Majken Vange –  Brenda Beenhakker /  Lonneke Janssen: 11-2 / 11-6
- Helen Nichol /  Charmaine Reid –  Caren Hückstädt /  Sandra Marinello: 11-9 / 6-11 / 11-8
- Mia Audina /  Lotte Jonathans –  Pernille Harder /  Mette Schjoldager: 11-4 / 13-12
- Joanne Nicholas /  Natalie Munt –  Stefanie Müller /  Michaela Peiffer: 11-5 / 11-6
- Ann-Lou Jørgensen /  Rikke Olsen –  Elena Shimko /  Marina Yakusheva: 11-7 / 11-5
- Lene Mørk /  Majken Vange –  Helen Nichol /  Charmaine Reid: 11-7 / 11-8
- Mia Audina /  Lotte Jonathans –  Joanne Nicholas /  Natalie Munt: 11-3 / 11-2
- Ann-Lou Jørgensen /  Rikke Olsen –  Lene Mørk /  Majken Vange: 11-5 / 11-4
- Mia Audina /  Lotte Jonathans –  Ann-Lou Jørgensen /  Rikke Olsen: 11-2 / 11-2

## Mixed Qualifikation
- Vitaliy Durkin /  Ekaterina Ananina –  Holger Klupsch /  Diane Lakermann: 11-0 / 11-5
- Stephan Löll /  Silke Hirtsiefer –  Christian Roth /  Claudia Harwardt: 9-11 / 11-3 / 11-4
- Franklin Wahab /  Jessica Willems –  Pascal Histel /  Astrid Hoffmann: 11-2 / 11-6
- Markus Ebert /  Katrin Lepczyk –  Ronald Huber /  Jennifer Greune: 11-3 / 5-11 / 11-6
- Tijs Creemers /  Lonneke Janssen –  Stephan Löll /  Silke Hirtsiefer: 11-3 / 11-7
- Franklin Wahab /  Jessica Willems –  Johannes Schöttler /  Gitte Köhler: 11-4 / 11-3

## Mixed
- Chris Bruil /  Lotte Jonathans –  Jochen Cassel /  Sandra Marinello: 11-4 / 11-7
- Ian Palethorpe /  Ella Tripp –  Markus Ebert /  Katrin Lepczyk: 11-8 / 11-0
- James Anderson /  Gail Emms –  Harald Koch /  Verena Fastenbauer: 11-3 / 11-8
- Dennis Lens /  Johanna Persson –  Vitaliy Durkin /  Ekaterina Ananina: 11-2 / 11-5
- Björn Siegemund /  Nicol Pitro –  Franklin Wahab /  Jessica Willems: 11-1 / 11-3
- Kristof Hopp /  Kathrin Piotrowski –  Wouter Claes /  Corina Herrle: 9-11 / 11-3 / 11-5
- Jonas Rasmussen /  Rikke Olsen –  Ingo Kindervater /  Caren Hückstädt: 11-2 / 11-0
- Mathias Boe /  Majken Vange –  Thomas Tesche /  Carina Mette: 11-0 / 11-7
- Anggun Nugroho /  Eny Widiowati –  Thomas Laybourn /  Lene Mørk: 11-9 / 11-3
- Joéli Residay /  Eva Krab –  Joachim Tesche /  Birgit Overzier: 11-5 / 5-11 / 11-9
- Fredrik Bergström /  Jenny Karlsson –  Michael Fuchs /  Monja Bölter: 11-3 / 11-7
- Ian Sullivan /  Liza Parker –  Roman Zirnwald /  Simone Prutsch: 11-1 / 11-2
- Graham Hurrell /  Joanne Nicholas –  Tijs Creemers /  Lonneke Janssen: 11-7 / 11-3
- Robert Blair /  Natalie Munt –  Nikolai Sujew /  Marina Yakusheva: 11-6 / 5-11 / 11-6
- Michael Lamp /  Ann-Lou Jørgensen –  Peter Jeffrey /  Helen Nichol: 11-2 / 11-8
- Chris Bruil /  Lotte Jonathans –  Ian Palethorpe /  Ella Tripp: 11-5 / 10-13 / 11-4
- Dennis Lens /  Johanna Persson –  James Anderson /  Gail Emms: 11-7 / 5-11 / 11-6
- Björn Siegemund /  Nicol Pitro –  Kristof Hopp /  Kathrin Piotrowski: 11-2 / 11-4
- Jonas Rasmussen /  Rikke Olsen –  Manuel Dubrulle /  Elodie Eymard: 11-0 / 11-3
- Anggun Nugroho /  Eny Widiowati –  Mathias Boe /  Majken Vange: 3-11 / 11-3 / 11-8
- Fredrik Bergström /  Jenny Karlsson –  Joéli Residay /  Eva Krab: 11-3 / 11-2
- Graham Hurrell /  Joanne Nicholas –  Ian Sullivan /  Liza Parker: 11-8 / 11-8
- Robert Blair /  Natalie Munt –  Michael Lamp /  Ann-Lou Jørgensen: 2-11 / 11-8 / 11-6
- Chris Bruil /  Lotte Jonathans –  Dennis Lens /  Johanna Persson: 11-7 / 13-12
- Anggun Nugroho /  Eny Widiowati –  Fredrik Bergström /  Jenny Karlsson: 11-9 / 13-10
- Robert Blair /  Natalie Munt –  Graham Hurrell /  Joanne Nicholas: 11-6 / 11-8
- Jonas Rasmussen /  Rikke Olsen –  Björn Siegemund /  Nicol Pitro: w.o.
- Jonas Rasmussen /  Rikke Olsen –  Chris Bruil /  Lotte Jonathans: 11-6 / 3-11 / 11-6
- Anggun Nugroho /  Eny Widiowati –  Robert Blair /  Natalie Munt: 11-9 / 5-11 / 11-9
- Jonas Rasmussen /  Rikke Olsen –  Anggun Nugroho /  Eny Widiowati: 11-0 / 11-6